# Lothar Zobel
Lothar Zobel (* 14. August 1885 in Ulm; † 18. Oktober 1975 in Murrhardt) war ein deutscher Wirtschaftsmanager.

## Werdegang
Zobel absolvierte zunächst eine kaufmännische Ausbildung und war im Anschluss in leitender Position in der Elektrizitätsbranche tätig. Der Dienst im Ersten Weltkrieg unterbrach seinen beruflichen Werdegang. Danach war er Leiter einer Zweigstelle der Reichstreuhandgesellschaft und wechselte 1924 als Vorstand bzw. Geschäftsführer zur Flughafengesellschaft Stuttgart. Bis 1945 war er zudem geschäftsführendes Vorstandsmitglied des Reichsverbandes der Deutschen Flughäfen.
Nach Ende des Zweiten Weltkriegs war Geschäftsführer der Flughafen Württemberg GmbH und der Arbeitsgemeinschaft Deutscher Verkehrsflughäfen. Daneben war er Mitglied des Aufsichtsrates der Bausparkasse der Gemeinschaft der Freunde Wüstenrot.

## Ehrungen
- 1952: Verdienstkreuz am Bande der Bundesrepublik Deutschland